# Contea di Faribault
La contea di Faribault in inglese Faribault County è una contea dello Stato del Minnesota, negli Stati Uniti. La popolazione al censimento del 2000 era di 16 181 abitanti. Il capoluogo di contea è Blue Earth.